# Gertschosa palisadoes
Gertschosa palisadoes är en spindelart som beskrevs av Norman I. Platnick och Mohammad U. Shadab 1981. Gertschosa palisadoes ingår i släktet Gertschosa och familjen plattbuksspindlar.
Artens utbredningsområde är Jamaica. Inga underarter finns listade i Catalogue of Life.